# Роз'їзд 21 (Казахстан)
Роз'їзд 21 (каз. рзд.21) — станційне селище у складі Шиєлійського району Кизилординської області Казахстану. Входить до складу Алмалинського сільського округу.
Населення — 493 особи (2021; 559 у 2009, 543 у 1999, 553 у 1989).